# Graphephorum wolfii
Graphephorum wolfii är en gräsart som först beskrevs av George Vasey, och fick sitt nu gällande namn av Thomas Coulter. Graphephorum wolfii ingår i släktet Graphephorum och familjen gräs. Inga underarter finns listade i Catalogue of Life.